# Timmy Simons
Timmy Simons (Diest, 11 december 1976) is een Belgisch voetbaltrainer en voormalig betaald voetballer, die wordt beschouwd als een van de beste Belgische spelers van zijn generatie op het tactisch gebied. Als speler was hij voornamelijk verdedigende middenvelder, maar hij vervulde ook de rollen van centrale verdediger en libero. 
Simons begon zijn professionele carrière in 1998 bij Lommel SK, waar hij als centrale verdediger begon. Bij Lommel ontwikkelde hij zich onder leiding van trainer Harm van Veldhoven tot verdedigende middenvelder. In de zomer van 2000 maakte hij de overstap naar Club Brugge. Bij Club Brugge behaalde Simons zijn grootste successen, zowel in binnen- als buitenland. Hij speelde tussen 2000 en 2005 en later van 2013 tot 2018 voor de club, onderbroken door een periode bij PSV van 2005 tot 2010. Bij beide clubs groeide hij uit tot aanvoerder.
Na zijn tijd bij PSV ging Simons naar de Duitse Bundesliga, waar hij van 2010 tot 2013 speelde voor 1. FC Nürnberg. Ondanks zijn hoge leeftijd was hij een onmiskenbare kracht in het team, en miste hij geen enkele wedstrijd gedurende drie seizoenen. In 2013 keerde hij terug naar Club Brugge, waar hij zijn spelerscarrière in mei 2018 afsloot.
Met Club Brugge won Simons vier keer de Jupiler Pro League (2003, 2005, 2016 en 2018), terwijl hij in Nederland drie keer de Eredivisie won met PSV (2006, 2007 en 2008). Individueel werd Simons bekroond met de Belgische Gouden Schoen in 2002 en ook uitverkozen als Profvoetballer van het Jaar 2003. Tevens speelde hij 94 interlands voor het Belgisch nationale team, waaronder deelname aan het WK 2002.
Simons was roemrucht om zijn werkethiek, zijn sterke anatomie, zijn tactisch aanpassingsvermogen (vermogen om zich als middenvelder of verdediger te profileren afhankelijk van spelsituaties) en zijn kwaliteiten als strafschopnemer. Simons' indrukwekkende carrière strekte zich uit over twintig jaar, waarin hij meer dan 1.000 wedstrijden speelde, waarvan 928 officiële wedstrijden als prof. Hij was de eerste Belgische speler die deze mijlpaal bereikte.
Na zijn actieve loopbaan stapte Simons over naar het trainersvak. Hij werd assistent-trainer bij Club Brugge, onder Ivan Leko, en begon in 2022 als hoofdcoach bij SV Zulte Waregem. Van februari 2023 tot mei 2024 was Simons de coach van FCV Dender EH, waarna hij de overstap maakte naar KVC Westerlo.

## Spelerscarrière

### Jeugd
In 1982 begon Simons te voetballen bij jeugd van KK Bekkevoort. Simons' carrière begon bij derdeklasser KTH Diest, de ploeg waar hij zijn opleiding kreeg. Hij debuteerde er in 1995 en werkte tegelijk nog als schrijnwerker en ober. Voor Diest speelde hij in vier seizoenen 88 wedstrijden.

### Lommel SK (1998–2000)
In 1998, op 21-jarige leeftijd, maakte Simons de overstap naar eersteklasser Lommel SK, waar hij al snel doorbrak naar het eerste elftal.
Simons kwam samen met generatiegenoot Wim Van Diest over van de toenmalige derdeklasser Diest. Van Diest speelde als libero, terwijl Simons de rol van voorstopper op zich nam. Al na minder dan een half jaar werd zijn naam in verband gebracht met een mogelijke transfer naar PSV, maar de overstap kwam toen nog niet tot stand. Het seizoen bij Lommel was allesbehalve rustig, aangezien de club kwaliteitsproblemen had. Trainer Lei Clijsters werd halverwege het seizoen de laan uitgestuurd, waarna Jos Daerden het stokje overnam en de club in de slotfase van het seizoen van de degradatie redde. Simons vreesde even dat de nieuwe trainer na de winterstop andere namen zou kiezen, maar wist zijn plek in de basis te behouden.
Zijn tweede seizoen bij Lommel bracht de bevestiging van zijn talent. Simons was niet meer weg te denken uit de basiself, ook niet toen Harm van Veldhoven in januari 2000 de sportieve leiding overnam van Daerden. Van Veldhoven besloot Simons, die tijdens de voorbereiding en de eerste helft van dat seizoen als centrale verdediger had gespeeld, om te vormen tot verdedigende middenvelder. Na twee jaar in de degradatiezone bij Lommel, waarbij degradatie uiteindelijk niet meer kon worden voorkomen, meldden zich meerdere eersteklassers bij Simons. Sporting Lokeren, Genk, KV Mechelen én enkele Nederlandse en Duitse clubs toonden belangstelling. Uiteindelijk koos hij in de zomer van 2000 voor Club Brugge, waar de Noorse trainer Trond Sollied net het roer had overgenomen van René Verheyen. Simons speelde 61 wedstrijden voor Lommel. Aimé Anthuenis, toen trainer van RSC Anderlecht, sprak vol lof over de jonge Simons. Anthuenis, toen afgezwaaid als trainer, schalde ook voor de ervaren Simons de loftrompet. 
Timmy is een slimme voetballer, die op het veld het verlengstuk is van de trainer. Hij kon verschillende posities aan. Ik herinner me een Lommel-Anderlecht waarbij hij mandekking speelde op [spelmaker Pär] Zetterberg en die tikte geen bal.
— Aimé Anthuenis over Simons, in januari 2017, toen Simons nog altijd op hoog niveau actief was.

### Club Brugge (2000–2005)
Simons veroverde in het seizoen 2000–2001 onder de Noorse trainer Trond Sollied onmiddellijk een plaats in de basiself van Club Brugge. Zijn officiële debuut vond plaats op 10 augustus 2000 tegen het Estse Flora Tallinn in de heenwedstrijd van de eerste ronde van de UEFA Cup, waarin Club Brugge met 4–1 won. Drie dagen later, op 13 augustus 2000, maakte Simons zijn competitiedebuut in een zonovergoten thuiswedstrijd tegen KAA Gent waarbij hij twee assists verzorgde in een 6–2 overwinning voor de Bruggelingen. 
Dankzij zijn sterke spel droeg hij ook al meteen bij aan de Europese successen van de club, waardoor ze verder mochten spelen in de UEFA Cup, waar ze het opnamen tegen de Spaanse grootmacht FC Barcelona. In de terugwedstrijd tegen het Zwitserse Sankt Gallen kopte hij in de blessuretijd de bal naar Andrés Mendoza, die vervolgens de gelijkmaker maakte, wat Club Brugge kwalificeerde voor de volgende ronde op grond van dat uitdoelpunt. De club werd uitgeschakeld door Barcelona, wegens een 0–2 thuisnederlaag. In Barcelona speelden Simons en ploegmaats 1–1 gelijk. 
De Belgische beker werd een teleurstelling, aangezien de club al vroeg werd uitgeschakeld door La Louvière in de 1/16e finales. In de competitie kende Brugge een moeizame terugronde. Nadat ze in de eerste helft van het seizoen op tamelijk imponerende wijze stevig de leiding had genomen, verloor Brugge in de tweede helft van de competitie plotseling veel punten door een resem gelijke spelen, met als dieptepunt een teleurstellend gelijkspel tegen Eendracht Aalst (1–1), waarbij ze talloze kansen onbenut lieten. Toch werd Simons ondanks de moeilijke seizoenstart beloond met de 12de Mantrofee van Het Nieuwsblad en het weekblad Sport/Voetbalmagazine.
Het seizoen 2001–2002 bracht geen Belgische titel, maar de ploeg streed tot de voorlaatste speeldag door in de strijd om die landstitel, totdat STVV hen met een 5–3 overwinning een pad in de korf zette. KRC Genk veroverde de titel met slechts twee punten voorsprong. Echter, Club Brugge pakte dat seizoen de Belgische beker door Moeskroen in de finale te verslaan. Simons speelde in de finale als verdedigende middenvelder, maar hij werd halverwege de eerste helft centraal in de verdediging opgesteld na de hamstringblessure van Philippe Clement.
In de daaropvolgende seizoenen drukte Simons zijn stempel op Europa, met onder andere een historische 0–1 uitoverwinning tegen AC Milan op 22 oktober 2003 in de Champions League, waarin hij als libero speelde tegenover sterspelers als Kaká, Andrij Sjevtsjenko en Filippo Inzaghi. Club Brugge weerstond een hevige druk en hield de Milanese aanval zonder doelpunt, hoewel Inzaghi scoorde in de eerste helft en bij 0–0, maar hij werd terecht afgevlagd. Deze overwinning wordt beschouwd als een van de meest historische in de geschiedenis van de club.
Simons speelde voor Club Brugge in zowel de UEFA Cup als UEFA Champions League. De club werd in 2001 en 2002 uitgeschakeld in de achtste finale van de UEFA Cup. De uitschakeling tegen Olympique Lyon in 2001 is allicht de grootste ontgoocheling in Simons' loopbaan bij blauw-zwart. Het beeld van Simons die languit en huilend op het gras ligt, nadat Sonny Anderson de 4–1 bonus van Brugge uitvaagde in de slotseconden, is wel bekend. De club bereikte wel twee keer na elkaar de UEFA Champions League-groepsfase na een strafschoppenreeks, tegen Sjachtar Donetsk respectievelijk Borussia Dortmund. Brugge wist zich in beide gevallen als derde van de poule te kwalificeren voor de zestiende finales van de UEFA Cup. In 2003–04 bekerde Simons daarin nog een ronde verder: Brugge werd uitgeschakeld door Girondins de Bordeaux. 
In die vijf seizoenen bij Brugge speelde Simons 161 wedstrijden in de competitie. In januari 2003 won hij het referendum van de Gouden Schoen 2002, waarmee hij zich als de beste Belgische speler van dat seizoen bevestigde, en werd hij uitgeroepen tot Profvoetballer van het Jaar 2003. In de loop van zijn eerste periode bij Brugge speelde Simons 236 wedstrijden voor de club, amper 10 van de 246 officiële wedstrijden onder de leiding van Trond Sollied missend.
Simons’ laatste seizoen voor vertrek (2004–05) kende geen gemakkelijk begin, met enkele spierblessures die hem zeven wedstrijden aan de kant hielden. Desondanks leidde Simons zijn team naar een dertiende landstitel op de voorlaatste speeldag, waarbij ze in eigen huis uittredend landskampioen Anderlecht op 2–2 hielden. Simons' gestel liet hem aan het einde van dat seizoen opnieuw in de steek: de tol van de vele wedstrijden die hij had gespeeld in voorgaande jaren. De titel werd behaald in een stresserende wedstrijd, waarin Simons met behulp van pijnstillers en acupunctuur een hardnekkige borstblessure bestreed.
Zijn laatste wedstrijd voor Club Brugge tot aan zijn terugkeer in de zomer van 2013, was de verloren bekerfinale tegen Germinal Beerschot, 2–1 op 28 mei 2005. Na dat seizoen verliet Simons de club.

#### De driehoek Simons–Čeh–Englebert
Simons speelde doorgaans als nummer zes op het middenveld, waar hij de rol van verdedigende middenvelder vervulde achter twee meer offensief ingestelde middenvelders. Dit resulteerde in een typische driehoek, met de punt naar achteren gericht. De beruchte driehoek van Sollied, met de 'mezzale' (de 'acht' en de 'tien' als halve wingers), bleek in Simons' eerste seizoen bij Club Brugge echter vaak eerder een vlakke 4–5–1 formatie. In dit systeem was Simons aanvankelijk iets offensiever ingesteld dan in de seizoenen die volgden. 
In zijn eerste seizoen gaf hij zes assists en scoorde hij vier doelpunten uit reguliere acties en spelhervattingen – vaak uit 'de tweede lijn' van het middenveld. Een voorbeeld hiervan was zijn doelpunt tegen Harelbeke, waar hij met een omhaal scoorde na een vrije trap. Zijn offensieve bijdrage was de seizoenen daarna echter iets lager.
Op het Brugse middenveld speelde Simons regelmatig in steun achter Gaëtan Englebert en Nastja Čeh. Hij stond ook vaak in de rug van Sandy Martens, Tim Smolders, Alin Stoica, Jonathan Blondel of Serhij Serebrennikov, en in zijn eerste seizoen zelfs achter Sven Vermant, die in de zomer van 2001 naar het Duitse Schalke 04 vertrok. Čeh werd daarna aangetrokken als vervanger voor Vermant. Algemeen gezien waren Čeh en (vooral) Englebert de vaste keuzes voor de coach, aangezien zij het langst met Simons bij de club waren. Na Simons' vertrek in 2005 bleef enkel Englebert over, terwijl Čeh naar Austria Wien in Oostenrijk verhuisde.
Een historisch belangrijk moment voor Simons' eerste periode bij Brugge was de driehoek "Simons–Čeh–Englebert", die door Sollied vaak werd gebruikt. Dit middenveld, dat tot de beroemdste in de historiek van Club Brugge behoort, was energiek en veelzijdig. Het bestond uit Simons als stofzuiger, de Sloveense vrijschopspecialist Čeh en de Luikse loper Englebert. De bijzondere chemie tussen deze drie werd in 2020 door Nastja Čeh nogmaals opgerakeld in het voormalige weekblad Sport/Voetbalmagazine.
Sollied was de beste trainer die ik heb gehad. Ik speelde graag samen met Simons en Englebert. Vertrekken bij Brugge was de grootste blunder uit mijn carrière.
— Nastja Čeh over de connectie met Simons en Englebert in 2020 
Het duurde een tijd voordat de befaamde driehoek op het middenveld volledig tot bloei kwam, althans de bezetting "Simons–Čeh–Englebert". Čeh moest de creatieve Vermant doen vergeten. Čeh voldeed aanvankelijk niet meteen aan de verwachtingen van Sollied, die twijfels had over zijn kwaliteiten. Englebert daarentegen was er samen met Vermant al vóór Sollied en Simons er waren. Englebert was een onmiskenbare kracht in het team, met zijn fysieke capaciteiten en een grote 'motor' die hem deed denken aan Simons. 
In de beginjaren was Čeh vaak niet in de vaste elf van Sollied te vinden. In 2001–02, het seizoen waarin Club Brugge nipt tweede werd, werd Čeh nog vaak genegeerd voor andere spelers, zoals Sandy Martens, verdedigers Birger Maertens en Nzelo Lembi, en niet helemaal geslaagde spelers als Birger Van de Ven en Ebrima 'Ebou' Sillah. Pas in de tweede helft van 2002 kwam Čeh volledig tot bloei.
De legendarische driehoek "Simons–Čeh–Englebert" werd door het voormalige Sport/Voetbalmagazine later omschreven als de 'heilige driehoek' of 'heilige drievuldigheid'.

#### De leidersfiguur
Simons werd, zowel qua speelstijl als qua carrièreverloop én als tactische duizendpoot, vaak vergeleken met het Club Brugge-icoon Franky Van der Elst, die de natuurlijke opvolger van Simons bij de club werd. Van der Elst stopte in mei 1999 met voetballen, een jaar voor Simons' komst. Beide spelers kwamen op hun 23ste van een ploeg die degradeerde naar Club Brugge. Simons verliet Lommel, terwijl RWDM uit de hoogste voetbalklasse tuimelde. Simons en Van der Elst hadden dezelfde profielkenmerken, zowel fysiek als qua polyvalentie. 
Timmy maakt andere spelers beter en zo'n spelers vind je niet vaak. Hij cijfert zichzelf volledig weg voor zijn ploegmaats en tegelijkertijd maakt hij zo ook zichzelf beter. Hij wil altijd winnen, zelfs op training. Dat op zich toont al hoe superprofessioneel hij ineen zit.
— Trond Sollied, trainer van Club Brugge van juli 2000 tot juni 2005, over Simons in januari 2017 
Simons was basisspeler en maakte zichzelf onvervangbaar. Hij werd zelden vervangen. Club Brugge-trainer Trond Sollied beschouwde Simons als de belangrijkste schakel in zijn tactisch systeem. Simons' tactisch inzicht en zijn strategisch overzicht van het spel waren een van de redenen waarom Sollied hem soms als laatste man in het veld opstelde. In zijn eerste drie seizoenen miste Simons bijvoorbeeld geen minuut van de toenmalige Jupiler Liga. Als men deze drie seizoenen samentelt, komt Simons op een totaal van 9.150 minuten. Een kanttekening bij het seizoen 2002–03 is dat zijn voormalige werkgever Lommel SK het faillissement aanvroeg. Eén wedstrijd tegen Lommel (een uitwedstrijd die gepland stond voor de laatste speeldag, eind mei 2003) werd niet meer gespeeld. De andere, een thuiswedstrijd in december 2002, waarin Simons zelfs scoorde, telt officieel niet mee in de boeken. Dit seizoen telt dan ook in totaal 32 wedstrijden. Simons was bij 101 wedstrijden (102 geplande - 1 geannuleerde) voor negentig minuten betrokken. In de eerste speelrondes van de Belgische beker werd Simons wel af en toe rust gegund. Zijn hoogste aantal wedstrijden in één seizoen stond op 53 in het seizoen 2003–04, waarin hij ook de volle negentig minuten volmaakte in alle van zijn wedstrijden.
Onder Trond Sollied was het rennen, rennen, rennen. Met mijn VO2max had ik 30 procent over waar tegenstanders aan 70 procent erdoorheen zaten.

— Timmy Simons bij MIDMID, een podcast van Play Sports, 2021 
Hij kon het absoluut niet verdragen dat er bij het uitlopen de dag na een wedstrijd iemand anders voorop liep. Híj moest dan ook voorop lopen. Keer op keer. Zijn gebetenheid en zijn wil waren ongelooflijk. Soms was ik geïrriteerd als ik 'dood' was en Timmy weer op kop liep. Dan vroeg ik hem wel eens: "Heb je nu eens nooit géén goesting?" Maar dan kroop hij als een gek op die crosstrainer of ging extra lopen. Ik moet wel toegeven: met zo'n attitude, sleur je altijd een paar anderen mee. Dan gingen wij ook maar ons best doen. [...] Pas op, Timmy dronk af en toe iets mee. Maar de dag nadien was het alsof er niets aan de hand was. En ging hij er opnieuw vollebak tegenaan. Vooraan lopen.
— Peter Van der Heyden, toenmalig ploegmaat over Simons 
Je moet [als voetballer] in de eerste plaats ijzersterk zijn in je hoofd. Anders kun je dat al niet volhouden. Goesting blijven hebben. Ik heb hem nooit extreem dronken gezien. Nooit. Ik kan me geen avond voorstellen dat we [met een deel van de spelersgroep] uitgingen of iets te vieren hadden en dat we hem moesten intomen. Zelfs niet eens onnozel doen in de kleedkamer.
— Gert Verheyen, toenmalig ploegmaat over Simons 
Simons was onder Sollied de speler die tactisch gezien de lijnen uittekende op het veld. Dit gold zowel voor zijn defensieve als zijn middenveldtaken. Wanneer hij in de verdediging stond, leidde hij die. Simons was echter niet meteen de vaste aanvoerder. Dit was logisch, gezien zijn leeftijd en het aantal jaren dat hij op dat moment bij de club speelde. De aanvoerdersrol was voorbehouden aan Gert Verheyen, Tjörven De Brul, Philippe Clement of Dany Verlinden. Toch bleek Simons al snel een leidersfiguur te zijn op het veld, die zijn ploegmaats goed aanstuurde wanneer dat nodig was.
Simons stond bekend om zijn strikte discipline. Een beroemd verhaal uit zijn beginperiode bij Club Brugge gaat over het feit dat hij altijd naar de training reed met de bestelwagen van zijn vader Paul, die schrijnwerker was. Simons had de bedrijfswagen die de club hem aanbood, aanvankelijk geweigerd, wat hij zelf bevestigde in zijn biografie Timmy Simons 1000, die in 2017 verscheen. Simons meed ook de media en was destijds niet de meest toegankelijke speler voor interviews. Journalisten die hem wilden spreken, moesten via zijn vader een afspraak regelen. Zoals toenmalig ploegmaat Philippe Clement in 2015 beschreef: "In zijn jonge tijd ging hij soms op restaurant een frietje eten met zijn vrouw [Kathy]. Op de terugweg vroeg hij haar om hem op zes kilometer van hun huis af te zetten. Dan kon hij de rest van de afstand naar huis joggen [en calorieën al meteen verbranden]."
In juli 2004 erfde Simons uiteindelijk de aanvoerdersband van ouderdomsdeken en clubicoon Verlinden, die op 40-jarige leeftijd besloot te stoppen. Simons was het vorige seizoen al vice-aanvoerder en had de band al een paar keer gedragen, bijvoorbeeld wanneer doelman Tomislav Butina in Verlindens plaats stond. Dit gebeurde onder andere tijdens de kwalificatie voor de groepsfase van de UEFA Champions League in augustus 2003, na een zenuwslopende strafschoppenserie tegen Borussia Dortmund in het Signal Iduna Park. Het weekblad Knack omschreef Simons ooit als "opvallend onopvallend [op het veld]".

#### De strafschopspecialist
Simons fungeerde vanaf het seizoen 2001–02 geregeld als strafschopnemer bij Club Brugge. Simons' elfmeters gingen er haast altijd in, maar hij miste er dan toch twee. De eerste mislukte tegen het Cypriotische Olympiakos Nicosia op 27 september 2001 in de UEFA Cup, na een handspel van een Cypriotische verdediger. In diezelfde wedstrijd leidde Club Brugge al comfortabel, en de ploeg won uiteindelijk met 7–1. Simons maakte tegen Nicosia ook een 'veldgoal' (de 5–0), via een slecht verwerkte bal die pardoes voor zijn voeten belandde. 
De tweede gemiste strafschop was thuis tegen rivaal Anderlecht op 7 maart 2004, na een tackle van Olivier Deschacht op Gert Verheyen. Doelman Tristan Peersman kon de bal tegen de paal verwerken. Deze wedstrijd was, net als de thuiswedstrijd van het voorgaande seizoen, geen reclame voor fair-play. Het werd bekend als de wedstrijd van de matennaaier-rel tussen Verheyen en Deschacht. Verheyen werd geviseerd door heel Anderlecht. Hij versierde niet alleen de strafschop die Simons miste, maar hij zou Deschacht in de tweede helft een gele kaart hebben willen aanpraten. Er was in die wedstrijd ook een opstootje waarbij Deschacht en Brugge-verdediger Birger Maertens met geel bestraft werden, wat de gemoederen oplaaide tussen beide elftallen. Toen Simons miste was de stand 1–0 na een vroeg doelpunt van spits Rune Lange en moest nog één helft gespeeld worden. Club Brugge kwam in de tweede helft nog een aantal keer goed weg, maar Simons' misser bleef zonder consequenties.
De volgende trap ik gewoon weer. Ik zou op tv moeten terugzien of hij wel degelijk slecht getrapt was. De strafschop kwam op de juiste hoogte voor de doelman, maar zag je dat [slijkerige] zestienmetergebied? Telkens je trapt, schuif je weg. Voor de rust verstuurde ik nog drie zo’n patattenballen. Tristan Peersman zei me trouwens niks, hij kwam me gewoon vriendelijk de bal teruggeven. 

— Simons op 7 maart 2004, over zijn strafschopmisser tegen Anderlecht. 
Simons nam de taak van strafschopnemer over van de naar de Bundesliga vertrokken middenvelder Sven Vermant en verdediger Nzelo Lembi. Ook verdediger Birger Maertens en aanvaller Andrés Mendoza namen enkele strafschoppen, maar Simons werd als de vaste opvolger aangeduid. Simons besliste voor eigen volk de wedstrijd tegen Anderlecht in het seizoen 2001–02 met een late strafschop (1–0).
Begin het seizoen 2002–03 kreeg Simons definitief de rol van strafschopnemer toegewezen. Dat seizoen scoorde hij zes keer vanaf de stip, onder andere thuis tegen regerend landskampioen Genk. Eén keer maakte hij dat seizoen een 'veldgoal'. Dit gebeurde tegen zijn vorige club Lommel eind december 2002, met een boogbal vanop redelijke afstand, assist van Gert Verheyen. Club Brugge won de eindejaarswedstrijd, die gespeeld werd in gietende regen, met 3–0. 
Simons die met een veldgoal scoorde, bleef een zeldzaam gegeven in zijn carrière. Op 24 september 2000 scoorde Simons met een halve omhaal ('bicycle kick') uit tegen Harelbeke in het Forestiersstadion. Brugge won de wedstrijd met 0–6, en Simons’ doelpunt was het openingsdoelpunt, na een vrije trap van Lembi. Midden augustus 2001, op de openingsspeeldag voor de eigen aanhang tegen Westerlo (4–2), scoorde Simons op een hoekschop van Nastja Čeh vanaf links. Ineens nam Simons de bal op zijn linker slof en verschalkte Bart Deelkens. In april 2005 scoorde hij tegen Germinal Beerschot (6–0 winst) met een solo. Na druk zetten en een balrecuperatie hoog op het middenveld, slalomde Simons langs de defensie en legde de bal buiten bereik van doelman Luciano. Trainer Ruud Gullit kwam hem tegen GBA scouten namens Feyenoord, maar hij miste de kans om hem te halen (zie verder). Club Brugge-supporters verklaarden hun liefde voor Simons met gezangen als Simons is van ons, olé olé.

### PSV (2005–2010)

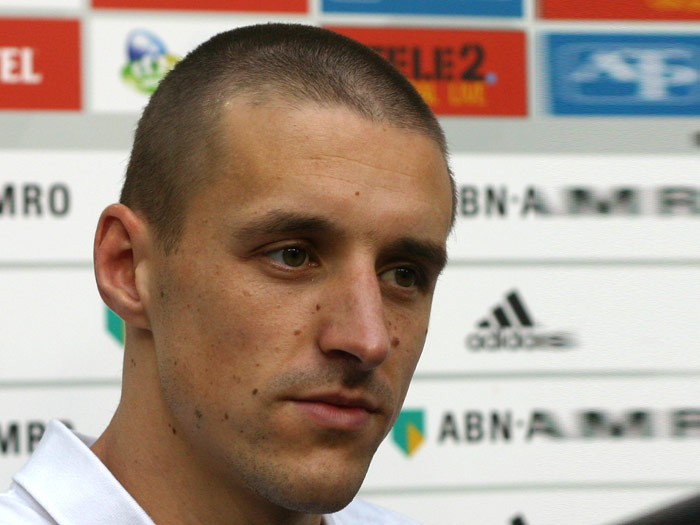
Simons tijdens zijn periode bij PSV, na een wedstrijd tegen Ajax

Simons werd op 29 juni 2005, na vijf jaar Club Brugge voor ruim €5.000.000,- overgenomen door PSV. Hij moest er de opvolger worden van Mark van Bommel die naar FC Barcelona vertrok. Voordat Simons naar PSV ging, onderhandelde hij met Feyenoord, op aanraden van Bart Goor. Feyenoord kon moeilijk voldoen aan de vraagprijs en bovendien schoof de transfer op de lange baan na het ontslag van trainer Ruud Gullit. Hierdoor stopte Brugge de onderhandelingen.
Bij PSV veroverde Simons direct een basisplaats. Met PSV werd hij in het seizoen 2005–06 kampioen van Nederland. Simons werd al snel de penaltynemer van PSV. In de eredivisiewedstrijd tegen NAC Breda (op 3 december 2005) miste hij zijn eerste penalty in loondienst van PSV. Als reactie gaf Timmy Simons: "'t Was maar goed dat het een onterechte penalty was, heb ik er nog enigszins vrede mee".
Ook in zijn tweede jaar bij PSV verliep het prima met Simons. Van de totaal 49 wedstrijden die PSV speelde, in competitie, Champions League, Super Cup en Beker, speelde Simons 48 wedstrijden mee. Al deze wedstrijden speelde hij 90 minuten. De wedstrijd die hij miste werd hem rust gegund.
Simons was dus een belangrijke waarde in het kampioenschap dat behaald wordt in het seizoen 2006–07. Na het vertrek van Phillip Cocu werd hij voor de start van het seizoen seizoen 2007–08 benoemd tot aanvoerder van PSV. Na Club Brugge en het Belgisch nationale elftal werd Simons dus ook bij PSV én aanvoerder én vaste penaltynemer. Voor de wedstrijd van PSV tegen Willem II, op 6 oktober 2007 toonden de PSV-fans hun genegenheid met Simons. De gehele West-tribune was gehuld in de Belgische vlag en een spandoek werd ontrold met de tekst: "Kapitein Simons: Onze Leeuw van Vlaanderen".
Ook in het seizoen 2007–08 wordt Simons met PSV kampioen van Nederland. Zijn vierde titel op rij. Hij scoorde dat seizoen vier keer, drie keer verzilverde hij een strafschop en eenmaal scoorde middels een afstandsschot. Samen met doelman Gomes maakte Simons de meeste competitieminuten. Zij misten beiden slechts één competitiewedstrijd en speelden de andere 33 van het begin tot het einde mee. De verdedigende middenvelder kreeg het seizoen één enkele gele kaart en geen rode kaart, in de UEFA-Cup-wedstrijd PSV-Tottenham Hotspur. Zijn totaal kwam daarmee op 6 gele kaarten in 140 officiële wedstrijden voor PSV in zijn eerste drie seizoenen.
In zijn laatste seizoen bij PSV verloor Simons zijn basisplaats aan de jonge Ibrahim Afellay. Ook de komst van Orlando Engelaar verminderde zijn speelminuten. Aangezien PSV in financieel zwaar weer zat en hij een van de grootverdieners van de selectie was, besloot PSV hem een transfervrije overgang naar 1. FC Nürnberg, een club die uitkomt in de Bundesliga, te geven. Hij tekende in eerste instantie voor twee seizoen, met de afspraak dat Simons na die twee jaar, en het beëindigen van zijn carrière, zou terugkeren naar PSV in een technische functie.

### 1. FC Nürnberg (2010–2013)

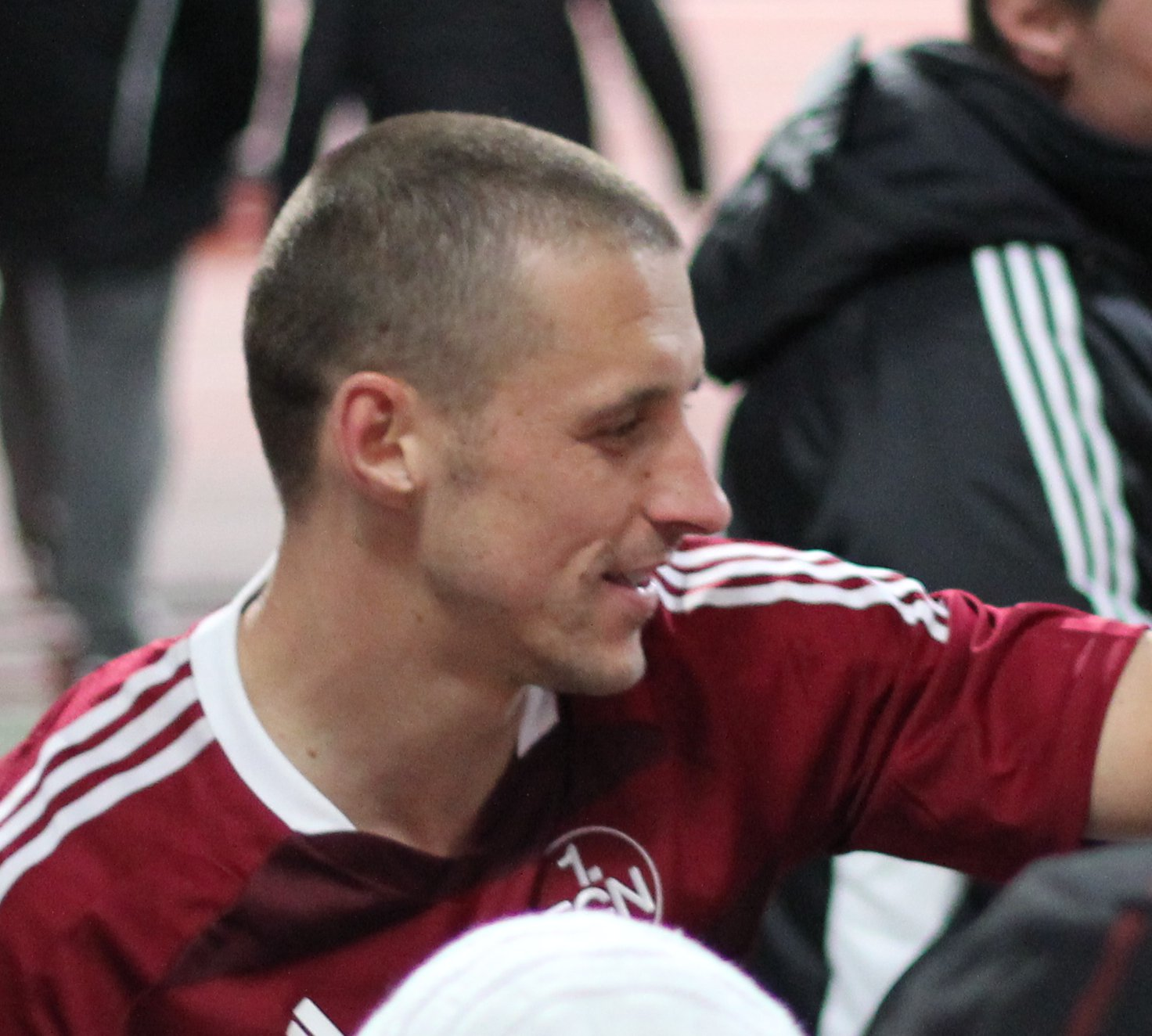
Timmy Simons bij 1. FC Nürnberg

Ook bij zijn nieuwe Duitse ploeg 1. FC Nürnberg leek Simons van groot belang, zowel met zijn leiderskwaliteiten en zijn groot loopvermogen. In twee seizoenen was Simons de speler die het meest speelde in de Bundesliga. Hij speelde er 102 officiële competitiewedstrijden na elkaar, zonder onderbreking door blessures of schorsingen. Dat is in de Bundesliga nog altijd een record. In het seizoen 2010–11 miste hij zelfs geen minuut.
Ook bij Nürnberg werd hij aanvoerder. Door zijn uitstekende resultaten kwam hij in 2012 in de belangstelling van zijn oude ploeg Club Brugge maar ook van Anderlecht. Hij drukte die speculaties de kop in door zijn contract dat in de zomer van 2013 afliep te verlengen tot 2014. Simons behaalde met zijn ploeg respectievelijk de 6e en 2 keer de 10de plaats in de Bundesliga.

### Club Brugge (2013–2018)

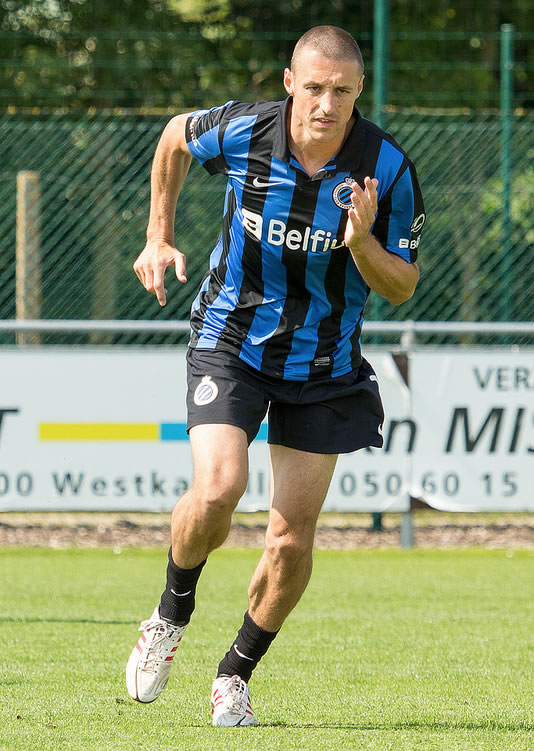
Simons in de zomer van 2013

Op 12 juni 2013 keerde Simons, na drie jaar bij 1. FC Nürnberg, terug naar Club Brugge. Hij tekende een contract voor twee jaar, met de mogelijkheid om later een rol in de technische staf van de club op zich te nemen. Simons was toen al 37 jaar oud. Met zijn komst naar Club Brugge werden er in zijn tweede periode twee landstitels behaald: 2015–16 en 2017–18.
Simons maakte zijn terugkeer in het seizoen 2013–14 in de openingswedstrijd na acht jaar afwezigheid bij de club, maar dit verhaal kreeg een zwarte rand. Hij kreeg al na 21 minuten een rode kaart voor een tackle op Sporting Charleroi-middenvelder Ederson Tormena. Op 15 mei 2016 leidde Simons als aanvoerder de club naar een veertiende landstitel na een overtuigende 4-0 thuiswinst op Anderlecht. Dit was precies 11 jaar na zijn eerste landstitel bij Club Brugge.
Zijn eerste seizoen bij Club Brugge werd gekenmerkt door het ontslag van Juan Carlos Garrido, zijn coach, in september 2013. Hij werd opgevolgd door Michel Preud'homme, die Club Brugge weer naar succes leidde met een beker en twee titels in slechts twee seizoenen tijd. In 2015 bereikte Club Brugge verrassend de kwartfinales van de UEFA Europa League, waarbij men Beşiktaş elimineerde. Simons en co werden uitgeschakeld door het Oekraïense Dnipro (0-0 en 0-1). 
Later dat jaar won de club de Beker van België in de finale tegen RSC Anderlecht. In de slotseconden zorgde een vrije trap van Simons, die schuld had aan de gelijkmaker van spits Aleksandar Mitrović twee minuten eerder, plots voor een misverstand in de Anderlecht-defensie. Lior Refaelov aarzelde niet en deponeerde de afvallende bal in de vlucht naast Silvio Proto in diens doel.
Simons speelde vaak als verdedigende middenvelder in een 4-3-3 opstelling, maar onder Preud'homme werd hij soms ook als centrale verdediger opgesteld. In zijn laatste seizoen, onder Ivan Leko, speelde hij in het begin van dat seizoen nog een aantal wedstrijden als middelste centrale verdediger 3-5-2 opstelling. Dit kwam door zijn leeftijd, hoewel Simons achter de coulissen wel een belangrijke speler voor het team bleef als een motivator voor de (jongere) spelers. Hans Vanaken verving hem in 2016–17 als penaltynemer.
Iedereen volgde Timmy. Voor de jonge spelers was hij een voorbeeld omdat hij altijd hard [fysiek] werkte en gedisciplineerd was. Daarom is het niet verrassend dat hij op zijn leeftijd, 39 jaar, nog altijd speelt.
— David Rozehnal, voormalig ploegmaat van Simons bij Club Brugge 
Ik zie hem nu niet stoppen en de hele dag ergens in de zon koffie drinken. Timmy is gewoon een werker, dat zit in zijn natuur. Altijd meer en beter willen.
— Philippe Clement, voormalig ploegmaat van Simons bij Club Brugge 
Op 29 januari 2017 speelde Simons zijn 1.000ste officiële wedstrijd. Club Brugge verloor die wedstrijd met 2-0 tegen KAA Gent, maar Simons werd de eerste Belgische speler die deze mijlpaal bereikte.
Op 25 februari 2018 brak Simons het record van de oudste speler in de Belgische eerste klasse. Bij zijn invalbeurt tegen Standard Luik was hij 41 jaar, 2 maanden en 14 dagen oud, waarmee hij het record van Charles Cambier (41 jaar en 7 dagen) overtrof. Simons realiseerde zich de betekenis van het record pas achteraf.
We [spelers van Club Brugge] waren volledig gefocust op de wedstrijd. Het was niet moeilijk [voor me] om plots te spelen. [Trainer Ivan] Leko riep me naar de bank. Brandon Mechele had een pijntje, maar die kon verder. Uiteindelijk viel ik toch nog in [voor Jordy Clasie ]. Denken jullie [journalisten] dat ik stilzit op training misschien? Ik blijf elke dag werken en probeer het record nog scherper te stellen. Ik ben er trots op.

— Simons, nuchter reagerend op het vestigen van het record 
In het seizoen 2014-2015 speelde Simons 62 wedstrijden, ondanks zijn leeftijd van 38 jaar. In zijn laatste seizoen bij de club, het seizoen 2017-2018, speelde hij nog enkele wedstrijden, vooral als invaller om de resultaten veilig te stellen. Zijn laatste Europese optreden was in de play-offronde tegen AEK Athene, waarin Club Brugge uitgeschakeld werd na een 3-0 verlies in de terugwedstrijd.
Op 13 mei 2018, na het behalen van zijn zevende landstitel, kondigde Simons aan dat hij zijn carrière als speler zou beëindigen. Er werd echter aangegeven dat hij in de toekomst een rol binnen de technische staf van de club zou kunnen vervullen. Zijn laatste wedstrijd was op 20 mei 2018, een 0-1 nederlaag tegen KAA Gent in de Champions' Play-offs. Club Brugge had een week eerder hun vijftiende landstitel veroverd op Standard Luik. In de 85ste minuut werd Simons vervangen door Jordi Vanlerberghe, en het Jan Breydelstadion stond op voor hem, met minutenlang applaus en spandoeken waarop zijn beeltenis en Thanks Timmy stond.

## Clubstatistieken
| Seizoen         | Club            | Land               | Competitie      | Competitie | Competitie | Beker | Beker | Supercup | Supercup | Internationaal | Internationaal | Totaal | Totaal |
| Seizoen         | Club            | Land               | Competitie      | Wed.       | Dlp.       | Wed.  | Dlp.  | Wed.     | Dlp.     | Wed.           | Dlp.           | Wed.   | Dlp.   |
| --------------- | --------------- | ------------------ | --------------- | ---------- | ---------- | ----- | ----- | -------- | -------- | -------------- | -------------- | ------ | ------ |
| 1994/95         | KFC Diest       | Vlag van België    | Tweede Klasse   | 3          | 0          | 0     | 0     | —        | —        | —              | —              | 3      | 0      |
| 1995/96         | KFC Diest       | Vlag van België    | Tweede Klasse   | 20         | 0          | 1     | 0     | —        | —        | —              | —              | 21     | 0      |
| 1996/97         | KFC Diest       | Vlag van België    | Derde Klasse B  | 29         | 2          | 1     | 1     | —        | —        | —              | —              | 30     | 3      |
| 1997/98         | KFC Diest       | Vlag van België    | Derde Klasse B  | 30         | 0          | 4     | 0     | —        | —        | —              | —              | 34     | 0      |
| 1998/99         | Lommel SK       | Vlag van België    | Eerste klasse   | 32         | 1          | 2     | 0     | —        | —        | 4              | 0              | 38     | 1      |
| 1999/00         | Lommel SK       | Vlag van België    | Eerste klasse   | 32         | 4          | 2     | 0     | —        | —        | —              | —              | 34     | 4      |
| 2000/01         | Club Brugge     | Vlag van België    | Eerste klasse   | 34         | 2          | 1     | 1     | —        | —        | 8              | 1              | 43     | 4      |
| 2001/02         | Club Brugge     | Vlag van België    | Eerste klasse   | 34         | 3          | 6     | 0     | —        | —        | 8              | 1              | 48     | 4      |
| 2002/03         | Club Brugge     | Vlag van België    | Eerste klasse   | 33         | 7          | 3     | 0     | —        | —        | 12             | 2              | 48     | 9      |
| 2003/04         | Club Brugge     | Vlag van België    | Eerste klasse   | 33         | 4          | 7     | 0     | 1        | 0        | 12             | 0              | 53     | 4      |
| 2004/05         | Club Brugge     | Vlag van België    | Eerste klasse   | 29         | 7          | 5     | 1     | 1        | 0        | 9              | 1              | 44     | 9      |
| 2005/06         | PSV             | Vlag van Nederland | Eredivisie      | 32         | 2          | 4     | 1     | 1        | 0        | 8              | 0              | 45     | 3      |
| 2006/07         | PSV             | Vlag van Nederland | Eredivisie      | 34         | 5          | 3     | 3     | 1        | 0        | 10             | 1              | 48     | 9      |
| 2007/08         | PSV             | Vlag van Nederland | Eredivisie      | 33         | 4          | 1     | 0     | 1        | 0        | 11             | 1              | 46     | 5      |
| 2008/09         | PSV             | Vlag van Nederland | Eredivisie      | 34         | 3          | 1     | 0     | 1        | 0        | 6              | 1              | 42     | 4      |
| 2009/10         | PSV             | Vlag van Nederland | Eredivisie      | 25         | 0          | 3     | 0     | —        | —        | 9              | 1              | 37     | 1      |
| 2010/11         | FC Nürnberg     | Vlag van Duitsland | Bundesliga      | 34         | 2          | 4     | 3     | —        | —        | —              | —              | 38     | 5      |
| 2011/12         | FC Nürnberg     | Vlag van Duitsland | Bundesliga      | 34         | 4          | 3     | 0     | —        | —        | —              | —              | 37     | 4      |
| 2012/13         | FC Nürnberg     | Vlag van Duitsland | Bundesliga      | 34         | 5          | 1     | 0     | —        | —        | —              | —              | 35     | 5      |
| 2013/14         | Club Brugge     | Vlag van België    | Eerste klasse   | 38         | 7          | 2     | 0     | —        | —        | 2              | 0              | 42     | 7      |
| 2014/15         | Club Brugge     | Vlag van België    | Eerste klasse   | 40         | 7          | 6     | 0     | —        | —        | 16             | 0              | 62     | 7      |
| 2015/16         | Club Brugge     | Vlag van België    | Eerste klasse   | 34         | 2          | 6     | 0     | 1        | 0        | 8              | 0              | 49     | 2      |
| 2016/17         | Club Brugge     | Vlag van België    | Eerste klasse   | 35         | 0          | 1     | 0     | 1        | 0        | 4              | 0              | 41     | 0      |
| 2017/18         | Club Brugge     | Vlag van België    | Eerste klasse   | 8          | 0          | 0     | 0     | —        | —        | 1              | 0              | 9      | 0      |
| Carrière totaal | Carrière totaal | Carrière totaal    | Carrière totaal | 724        | 71         | 65    | 9     | 8        | 0        | 128            | 8              | 922    | 88     |

## Interlandcarrière

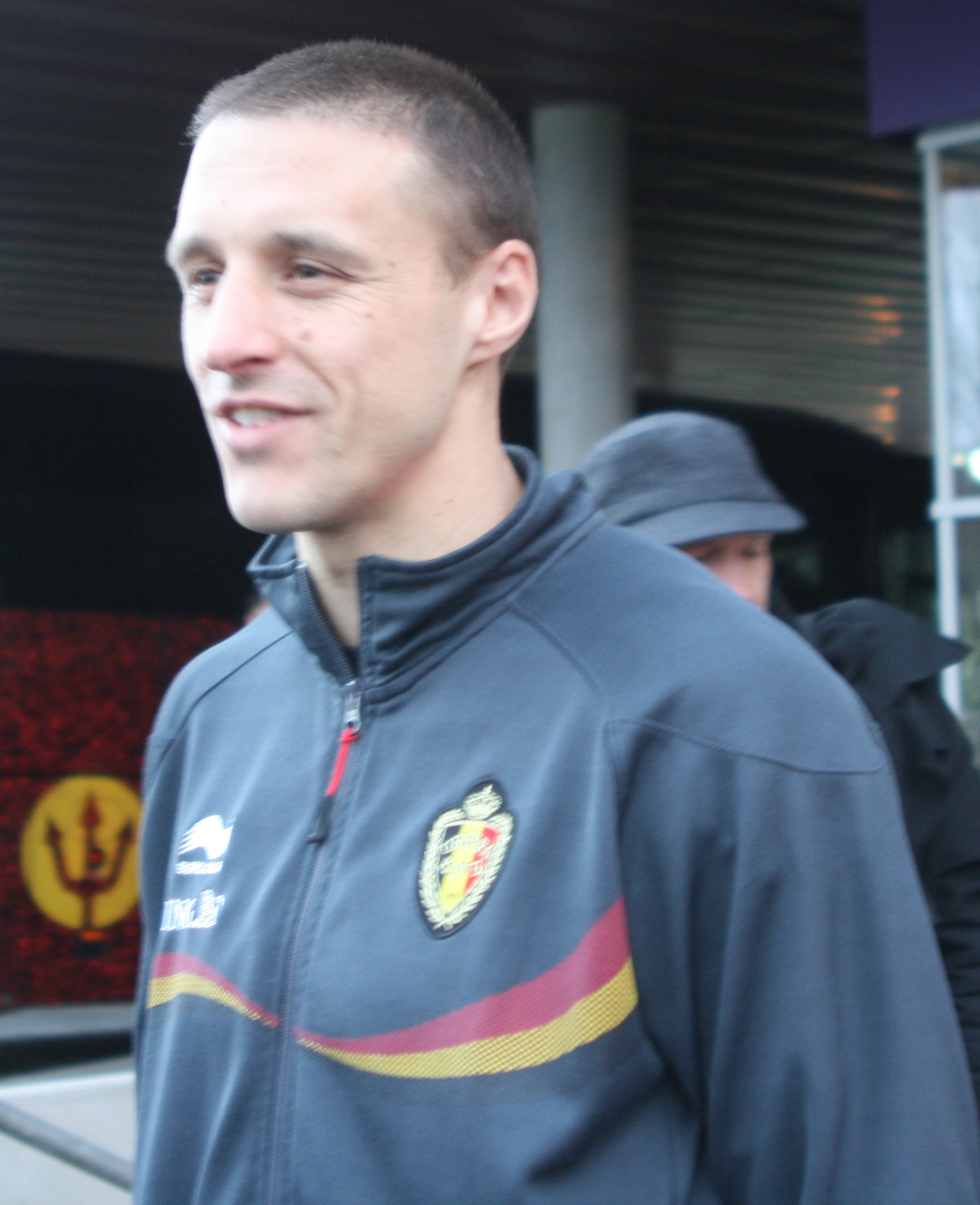
Simons bij de Rode Duivels

Op 28 februari 2001 wordt Simons voor het eerst opgeroepen voor het Belgisch voetbalelftal (de Rode Duivels) in de interland tegen San Marino die eindigde met een 10-1 overwinning voor België. Simons kwam echter niet van de bank. Dit gebeurde evenmin in de daaropvolgende interland tegen Schotland in maart 2001 die eindigde op 2-2. Zijn eerste basisplaats kreeg hij pas eind april 2001, toen België in een vriendschappelijke interland speelde tegen Tsjechië in Praag. De wedstrijd eindigde in een 1-1 gelijkspel. Hij verving Yves Vanderhaeghe op het middenveld. Simons en Club Brugge-ploegmaat Peter Van der Heyden maakten samen hun debuut.
Simons vestigde zich algauw als een baken en vaste waarde voor de nationale ploeg. Hij nam deel aan het WK 2002 in Japan en Zuid-Korea, waar hij alle vijf de wedstrijden speelde. Onder bondscoach Aimé Anthuenis werd Simons doorgaans als centrale verdediger ingezet, waar hij bij Brugge op het middenveld als buffer voor de defensie speelde. Onder bondscoach René Vandereycken werd hij aanvoerder van de Rode Duivels. Toen Dick Advocaat de leiding op zich nam, werd hij uit de selectie gelaten. Van september 2009 tot september 2010 werd hij één jaar lang niet opgeroepen voor de nationale ploeg. Advocaat belde hem persoonlijk om Simons dit mee te delen in een kort en krachtig gesprek, wat niet door Simons op prijs gesteld werd.
Gedurende de periode van 2001 tot 2011 verzamelde Simons 88 caps, wat hem een plek in de top 5 van spelers met de meeste interlands voor België opleverde. In september 2010, terwijl Simons op dat moment voor Nürnberg speelde, werd hij onder bondscoach Georges Leekens opnieuw opgeroepen voor de nationale ploeg. Ook onder diens opvolger, Marc Wilmots, keerde Simons nog eens terug naar de nationale selectie.

### Mijlpalen en records
Op 16 oktober 2012 bereikte Simons een belangrijke mijlpaal door zijn honderdste selectie bij de nationale ploeg te behalen, waarmee hij de eerste Rode Duivel werd die deze prestatie bereikte.
Na zijn niet-selectie voor het WK 2014, wat gebeurde onder leiding van Marc Wilmots, leek Simons' internationale carrière voorgoed voorbij. Desondanks werd Simons op 13 november 2016, na het uitvallen van verdediger Christian Kabasele in extremis toegevoegd aan de selectie voor de interland tegen Estland. In die wedstrijd, die 3-1 werd gewonnen, mocht Simons zelfs nog zeven minuten invallen. Op die manier werd hij met 39 jaar, 11 maanden en 2 dagen de oudste Rode Duivel ooit die in een officiële wedstrijd speelde. Hiermee brak hij het record van Jan De Bie uit 1930.
Simons verzamelde 94 caps in 114 selecties voor de Belgische nationale ploeg, waarbij hij zes keer doel trof. Hij was 36 keer de aanvoerder van de nationale ploeg, wat zijn leiderschapsrol binnen het team benadrukte.

### Interlands
| Interlands van Timmy Simons   | Interlands van Timmy Simons | Interlands van Timmy Simons    | Interlands van Timmy Simons | Interlands van Timmy Simons    | Interlands van Timmy Simons |
| №                             | Datum                       | Wedstrijd                      | Uitslag                     | Soort wedstrijd                | Doelpunten                  |
| Als speler van Club Brugge    | Als speler van Club Brugge  | Als speler van Club Brugge     | Als speler van Club Brugge  | Als speler van Club Brugge     | Als speler van Club Brugge  |
| ----------------------------- | --------------------------- | ------------------------------ | --------------------------- | ------------------------------ | --------------------------- |
| 1.                            | 25 april 2001               | Tsjechië - België              | 0 – 0                       | Vriendschappelijk              | -                           |
| 2.                            | 2 juni 2001                 | België - Letland               | 3 – 1                       | Kwalificatie WK 2002           | -                           |
| 3.                            | 15 augustus 2001            | Finland - België               | 4 – 1                       | Vriendschappelijk              | -                           |
| 4.                            | 05 september 2001           | België – Schotland             | 2 – 0                       | Kwalificatie WK 2002           | -                           |
| 5.                            | 10 november 2001            | België – Tsjechië              | 1 – 0                       | Play-Offs WK Kwalificatie 2002 | -                           |
| 6.                            | 14 november 2001            | Tsjechië – België              | 0 – 1                       | Play-Offs WK Kwalificatie 2002 | -                           |
| 7.                            | 13 februari 2002            | België - Noorwegen             | 1 – 0                       | Vriendschappelijk              | -                           |
| 8.                            | 27 maart 2002               | Griekenland - België           | 3 – 2                       | Vriendschappelijk              | -                           |
| 9.                            | 17 april 2002               | België - Slowakije             | 1 – 1                       | Vriendschappelijk              | -                           |
| 10.                           | 14 mei 2002                 | België - Algerije              | 0 – 0                       | Vriendschappelijk              | -                           |
| 11.                           | 18 mei 2002                 | Frankrijk - België             | 1 – 2                       | Vriendschappelijk              | -                           |
| 12.                           | 26 mei 2002                 | België - Costa Rica            | 1 – 0                       | Vriendschappelijk              | -                           |
| 13.                           | 4 juni 2002                 | Japan - België                 | 2 – 2                       | WK 2002                        | -                           |
| 14.                           | 10 juni 2002                | Tunesië - België               | 1 – 1                       | WK 2002                        | -                           |
| 15.                           | 14 juni 2002                | België - Rusland               | 3 – 2                       | WK 2002                        | -                           |
| 16.                           | 17 juni 2002                | Brazilië - België              | 2 – 0                       | WK 2002                        | -                           |
| 17.                           | 21 augustus 2002            | Polen - België                 | 1 – 0                       | Vriendschappelijk              | -                           |
| 18.                           | 7 september 2002            | België - Bulgarije             | 0 – 2                       | Kwalificatie EK 2004           | -                           |
| 19.                           | 12 oktober 2002             | Andorra - België               | 0 – 1                       | Kwalificatie EK 2004           | -                           |
| 20.                           | 16 oktober 2002             | Estland - België               | 0 – 1                       | Kwalificatie EK 2004           | -                           |
| 21.                           | 12 februari 2003            | Algerije - België              | 1 – 3                       | Vriendschappelijk              | -                           |
| 22.                           | 29 maart 2003               | Kroatië - België               | 4 – 0                       | Kwalificatie EK 2004           | -                           |
| 23.                           | 30 april 2003               | België - Polen                 | 3 – 1                       | Vriendschappelijk              | -                           |
| 24.                           | 7 juni 2003                 | Bulgarije - België             | 2 – 2                       | Kwalificatie EK 2004           | -                           |
| 25.                           | 11 juni 2003                | België - Andorra               | 3 – 0                       | Kwalificatie EK 2004           | -                           |
| 26.                           | 20 augustus 2003            | België - Nederland             | 1 – 1                       | Vriendschappelijk              | -                           |
| 27.                           | 10 september 2003           | België - Kroatië               | 2 – 1                       | Kwalificatie EK 2004           | -                           |
| 28.                           | 11 oktober 2003             | België - Estland               | 2 – 0                       | Kwalificatie EK 2004           | -                           |
| 29.                           | 18 februari 2004            | België - Frankrijk             | 0 - 2                       | Vriendschappelijk              | -                           |
| 30.                           | 28 april 2004               | België - Turkije               | 2 - 3                       | Vriendschappelijk              | -                           |
| 31.                           | 29 mei 2004                 | Nederland - België             | 0 - 1                       | Vriendschappelijk              | -                           |
| 32.                           | 18 augustus 2004            | Noorwegen - België             | 2 - 2                       | Vriendschappelijk              | -                           |
| 33.                           | 04 september 2004           | België - Litouwen              | 1 – 1                       | Kwalificatie WK 2006           | -                           |
| 34.                           | 17 november 2004            | België - Servië en Montenegro  | 0 – 2                       | Kwalificatie WK 2006           | -                           |
| 35.                           | 5 februari 2005             | Egypte - België                | 4 – 0                       | Vriendschappelijk              | -                           |
| 36.                           | 4 juni 2005                 | België - Bosnië en Herzegovina | 4 – 1                       | Kwalificatie WK 2006           | -                           |
| 37.                           | 30 maart 2005               | San Marino - België            | 1 – 2                       | Kwalificatie WK 2006           | 18' (pen.)                  |
| Als speler van PSV            |                             |                                |                             |                                |                             |
| 38.                           | 17 augustus 2005            | België - Griekenland           | 2 – 0                       | Vriendschappelijk              | -                           |
| 39.                           | 03 september 2005           | Bosnië en Herzegovina - België | 1 – 0                       | Kwalificatie EK 2008           | -                           |
| 40.                           | 7 september 2005            | België - San Marino            | 8 – 0                       | Kwalificatie EK 2008           | 34' (pen.)                  |
| 41.                           | 8 oktober 2005              | België - Spanje                | 0 – 2                       | Kwalificatie EK 2008           | -                           |
| 42.                           | 12 oktober 2005             | Litouwen - België              | 1 – 1                       | Kwalificatie EK 2008           | -                           |
| 43.                           | 1 maart 2006                | Luxemburg – België             | 0 – 2                       | Vriendschappelijk              | -                           |
| 44.                           | 11 mei 2006                 | België – Saoedi-Arabië         | 2 – 1                       | Vriendschappelijk              | -                           |
| 45.                           | 20 mei 2006                 | Slowakije – België             | 1 – 1                       | Vriendschappelijk              | -                           |
| 46.                           | 24 mei 2006                 | België - Turkije               | 3 – 3                       | Vriendschappelijk              | -                           |
| 47.                           | 16 augustus 2006            | België - Kazachstan            | 0 – 0                       | Kwalificatie EK 2008           | -                           |
| 48.                           | 6 september 2006            | Armenië - België               | 0 – 1                       | Kwalificatie EK 2008           | -                           |
| 49.                           | 7 oktober 2006              | Servië - België                | 1 – 0                       | Kwalificatie EK 2008           | -                           |
| 50.                           | 11 oktober 2006             | België - Azerbeidzjan          | 3 – 0                       | Kwalificatie EK 2008           | 24'                         |
| 51.                           | 15 november 2006            | België - Polen                 | 0 – 1                       | Kwalificatie EK 2008           | -                           |
| 52.                           | 7 februari 2007             | België - Tsjechië              | 0 – 2                       | Vriendschappelijk              | -                           |
| 53.                           | 2 juni 2007                 | België – Portugal              | 1 – 2                       | Kwalificatie EK 2008           | -                           |
| 54.                           | 6 juni 2007                 | Finland – België               | 2 – 0                       | Kwalificatie EK 2008           | -                           |
| 55.                           | 22 augustus 2007            | België – Servië                | 3 – 2                       | Kwalificatie EK 2008           | -                           |
| 56.                           | 12 september 2007           | Kazachstan – België            | 2 – 2                       | Kwalificatie EK 2008           | -                           |
| 57.                           | 13 oktober 2007             | België - Finland               | 0 – 0                       | Kwalificatie EK 2008           | -                           |
| 58.                           | 17 oktober 2007             | België - Armenië               | 3 – 0                       | Kwalificatie EK 2008           | -                           |
| 59.                           | 26 maart 2008               | België - Marokko               | 1 – 4                       | Vriendschappelijk              | -                           |
| 60.                           | 30 mei 2008                 | Italië - België                | 3 – 1                       | Vriendschappelijk              | -                           |
| 61.                           | 20 augustus 2008            | Duitsland - België             | 2 – 0                       | Vriendschappelijk              | -                           |
| 62.                           | 6 september 2008            | België - Estland               | 3 – 2                       | Kwalificatie WK 2010           | -                           |
| 63.                           | 10 september 2008           | Turkije – België               | 1 – 1                       | Kwalificatie WK 2010           | -                           |
| 64.                           | 11 oktober 2008             | België – Armenië               | 2 – 0                       | Kwalificatie WK 2010           | -                           |
| 65.                           | 15 oktober 2008             | België - Spanje                | 1 – 2                       | Kwalificatie WK 2010           | -                           |
| 66.                           | 19 november 2008            | Luxemburg - België             | 1 – 2                       | Kwalificatie WK 2010           | -                           |
| 67.                           | 11 februari 2009            | België - Slovenië              | 1 – 1                       | Kwalificatie WK 2010           | -                           |
| 68.                           | 28 maart 2009               | België – Bosnië en Herzegovina | 2 – 4                       | Kwalificatie WK 2010           | -                           |
| 69.                           | 1 april 2009                | Bosnië en Herzegovina – België | 2 – 1                       | Kwalificatie WK 2010           | -                           |
| 70.                           | 29 mei 2009                 | Chili – België                 | 1 – 1                       | Kirin Cup 2009                 | -                           |
| 71.                           | 31 mei 2009                 | Japan – België                 | 4 – 0                       | Kirin Cup 2009                 | -                           |
| 72.                           | 12 augustus 2009            | Tsjechië - België              | 3 – 1                       | Vriendschappelijk              | -                           |
| 73.                           | 5 september 2009            | Spanje - België                | 5 – 0                       | Kwalificatie WK 2010           | -                           |
| 74.                           | 9 september 2009            | Armenië - België               | 2 – 1                       | Kwalificatie WK 2010           | -                           |
| Als speler van 1. FC Nürnberg |                             |                                |                             |                                |                             |
| 75.                           | 3 september 2010            | België - Duitsland             | 0 – 1                       | Kwalificatie EK 2012           | -                           |
| 76.                           | 7 september 2010            | Turkije - België               | 3 – 2                       | Kwalificatie EK 2012           | -                           |
| 77.                           | 8 oktober 2010              | Kazachstan - België            | 0 – 2                       | Kwalificatie EK 2012           | -                           |
| 78.                           | 12 oktober 2010             | België – Oostenrijk            | 4 – 4                       | Kwalificatie EK 2012           | -                           |
| 79.                           | 17 november 2010            | Rusland - België               | 0 – 2                       | Vriendschappelijk              | -                           |
| 80.                           | 9 februari 2011             | België - Finland               | 1 – 1                       | Vriendschappelijk              | -                           |
| 81.                           | 25 maart 2011               | Oostenrijk - België            | 0 – 2                       | Kwalificatie EK 2012           | -                           |
| 82.                           | 29 maart 2011               | België - Azerbeidzjan          | 4 – 1                       | Kwalificatie EK 2012           | 32'                         |
| 83.                           | 3 juni 2011                 | België – Turkije               | 1 – 1                       | Kwalificatie EK 2012           | -                           |
| 84.                           | 10 augustus 2011            | Slowakije - België             | 0 – 0                       | Vriendschappelijk              | -                           |
| 85.                           | 2 september 2011            | Azerbeidzjan – België          | 1 – 1                       | Kwalificatie EK 2012           | 55'                         |
| 86.                           | 6 september 2011            | België – Verenigde Staten      | 1 – 0                       | Vriendschappelijk              | -                           |
| 87.                           | 7 oktober 2011              | België - Kazachstan            | 4 – 1                       | Kwalificatie EK 2012           | 40'                         |
| 88.                           | 11 oktober 2011             | Duitsland - België             | 2 – 1                       | Kwalificatie EK 2012           | -                           |
| 89.                           | 15 november 2011            | Frankrijk - België             | 0 – 0                       | Vriendschappelijk              | -                           |
| 90.                           | 25 mei 2012                 | België – Montenegro            | 2 – 2                       | Vriendschappelijk              | -                           |
| 91.                           | 2 juni 2012                 | Engeland – België              | 1 – 0                       | Vriendschappelijk              | -                           |
| 92.                           | 6 februari 2013             | België - Slowakije             | 2 – 1                       | Vriendschappelijk              | -                           |
| 93.                           | 29 mei 2013                 | Verenigde Staten – België      | 2 – 4                       | Vriendschappelijk              | -                           |
| Als speler van Club Brugge    |                             |                                |                             |                                |                             |
| 94.                           | 13 november 2016            | België – Estland               | 8 – 1                       | Kwalificatie WK 2018           | -                           |
| Totaal                        | Totaal                      | Totaal                         | Totaal                      | Totaal                         | 6                           |

Bijgewerkt t/m 7 december 2020

## Speelstijl van Simons:modernelibero
Trond Sollied heeft uitgerekend dat ik amper twee minuten de bal heb in een wedstrijd. Wat ik zonder bal doe, is voor hem belangrijker dan wat ik doe mét.

— Timmy Simons, 2002.
Simons was op tactisch gebied een van de slimste spelers van zijn generatie. Men noemde hem in 2000 al snel "meneer proper" van Club Brugge, vanwege zijn vermogen om de bal af te pakken zonder glijdende tackles. Hij anticipeerde op de bewegingen van de tegenstander. Simons speelde in de 4-3-3-opstelling van als verdedigende middenvelder, met Gaëtan Englebert en Nastja Čeh voor hem als Italiaanse mezzale. Dit middenveld werd beroemd om zijn Italiaanse invloeden. Simons verdrong Philippe Clement uit de basis, hoewel Clement geblesseerd was in de eerste helft van het seizoen 2000–01.
In zijn eerste Brugse jaren gebruikte Sollied vaak drie verdedigers met vleugelverdedigers die aanvallend speelden en Simons als libero. Soms werd Simons als centrale verdediger ingezet, zoals toen Englebert geblesseerd was en zo de helft van het seizoen 2003–04 door de neus geboord zag. Simons viel vooral op door zijn diep zakken in de verdediging en zijn vermogen om balrecuperaties te combineren met snelle opbouw. Simons stak nauwelijks de middellijn over. Bij Lommel speelde Simons onder Jos Daerden ook als centrale verdediger in een 4-4-2-systeem, maar werd bij Club Brugge soms in dezelfde rol ingezet. Simons verving bij zijn clubs geregeld centrale verdedigers wanneer die geblesseerd of geschorst waren. 
Toen ik begon [eind jaren negentig] speelden we nog met een libero. Sommige spelers kwamen niet over de middellijn. Als je dat in het moderne voetbal doet, tikken ze je van de mat. Het voetbal is sneller, atletischer en vooral veel tactischer geworden.
— Simons in het Belgisch weekblad Sport/Voetbalmagazine in november 2017. 
Eén van zijn grootste kwaliteiten is dat hij heel goed kan uitvoeren wat er gevraagd wordt. Timmy is een tactisch genie.
— Philippe Clement, voormalig ploegmaat en assistent-trainer 
Simons' belangrijkste taak was balherovering en opbouwen van het spel verzorgen. Hij werkte vaak als restverdediger bij hoekschoppen ondanks zijn lengte van 186 cm, maar was soms gevaarlijk in de aanval ; vooral vanuit de tweede lijn. Simons bewees zijn waarde door altijd scherp te gaan anticiperen, de gaten dicht te lopen en op het juiste moment tussen de verdedigers te komen, zijn team tactisch te ondersteunen. 
Simons, als 'moderne' libero, was cruciaal in de opbouw en stond bekend om zijn werkethiek, zoals in de UEFA Champions League-wedstrijd tegen Galatasaray (2002), toen hij als libero achter de verdediging speelde. Tijdens zijn beroemde wedstrijd tegen AC Milan in de Champions League speelde hij als laatste man (libero) in een 5–4–1-opstelling, waarbij hij de verdediging van Brugge stabiliseerde. Zijn tactisch inzicht en vermogen om het spel te lezen maakten hem tot een waardevolle speler, die zelden fouten maakte en zelfs als verdediger waardevol was. Simons werd door zijn trainers en medespelers geroemd om zijn defensief bewustzijn en veelzijdigheid en zijn vakmanschap op het veld.

## Trainerscarrière

### Club Brugge
Op 31 mei 2018 werd Simons aangesteld door Club Brugge als assistent van hoofdtrainer Ivan Leko voor het seizoen 2018-19. In juni 2019, na de terugkeer van Philippe Clement naar de club als hoofdcoach, ging Simons de U16 van Club Brugge trainen.

### Zulte Waregem
In juni 2020 vertrok Simons naar Zulte Waregem om er assistent te worden van hoofdtrainer Francky Dury. Dury werd half december 2021 ontslagen waarop Simons en Davy De fauw als duo hoofdtrainers werden voor de rest van het seizoen 2021-22. Op 17 mei 2022, werd Mbaye Leye aangesteld als nieuwe hoofdcoach. De West-Vlaamse ploeg probeerde te onderhandelen met Simons om hem een nieuwe functie aan te bieden binnen de ploeg, maar deze liepen af zonder overeenkomst.

### FCV Dender EH
Op maandag 13 februari 2023 startte hij als trainer bij FCV Dender EH, dat na afloop van de reguliere competitie in Eerste klasse B een einde had gemaakt aan de samenwerking met trainer Regi Van Acker. Hij moet de ploeg door de play-downs van de competitie loodsen en ervoor zorgen dat ze niet degraderen. Dender was onder Van Acker tiende geëindigd in de reguliere competitie, met vijf punten meer dan hekkensluiter Excelsior Virton. Op de eerste speeldag van de play-downs won Dender onder leiding van Simons met 2-1 van Virton, waardoor de kloof tussen beide clubs aandikte tot acht punten. Uiteindelijk degradeerde de club niet. Een jaar later in april 2024 dwong Dender onder leiding van Simons promotie af naar Eerste Klasse A.
In maart 2023 haalde hij zijn UEFA Pro License-trainersdiploma.

### KVC Westerlo
In mei 2024 tekende Simons een tweejarig contract als hoofdtrainer bij KVC Westerlo in de Belgische hoogste voetbalklasse. Simons nam dat seizoen een uitstekende start: na de 4-3-zege tegen de latere kampioen Union Sint-Gillis stonden de Kemphanen na drie competitiespeeldagen alleen op kop. Westerlo gleed geleidelijk aan wel weg in het klassement: stond de club na vijftiende speeldagen nog op één punt van een potentiële plek in de Champions play-offs, dan had de club bij de jaarwisseling door een slechte decembermaand (2 op 15) slechts twee punten bonus meer op Cercle Brugge, de hoogst gerangschikte club in de Relegation play-offs. Toen Westerlo zijn eerste competitiewedstrijd van het kalenderjaar 2025 verloor, zakte de club voor het eerst naar een virtuele plek in de Relegation play-offs. Uiteindelijk redde Westerlo zich pas op de slotspeeldag na een 1-2-zege bij Beerschot VA, een week nadat de club ook een 2-0-zege tegen RSC Anderlecht had geboekt. De club eindigde uiteindelijk negende op zestien clubs in de reguliere competitie, waarna de club in de Europe play-offs nog tot het einde meestreed voor een Europees ticket. Westerlo pakte 14 op 30 in de nacompetitie, maar moest uiteindelijk de duimen leggen tegen Sporting Charleroi. De club was ontevreden met het resultaat en ontsloeg hem half juni.

## Trivia
- Tussen 2002 en 2008 werd Simons in totaal vijfmaal kampioen in zes seizoenen, tweemaal met Club Brugge (2003 en 2005) en driemaal met PSV (2006, 2007 en 2008). In diezelfde periode won Simons met Brugge in 2002 en 2004 de Beker van België. Wat betekende dat hij tussen 2002 en 2008 ieder jaar een prijs veroverde.
- Simons speelde zijn wedstrijden haast altijd in een shirt met korte mouwen en zonder ondershirt, óók in de herfst en in de winter. Een wedstrijd waar dat niet het geval was, was bij de stunt met Club Brugge op het veld van AC Milan in oktober 2003. Die avond speelde hij in een shirt met lange mouwen, die hij weliswaar opstroopte.
- In zijn eerste periode bij Club Brugge (2000–2005) miste Simons twee strafschoppen tegen Sjachtar Donetsk, maar beide missers werden als officieus beschouwd. De eerste vond plaats in de slotfase van de heenwedstrijd van de Champions League-voorronde op 14 augustus 2002. Bij een 1–0 achterstand kreeg Simons de kans de strafschop opnieuw te nemen omdat Wojciech Kowalewski te vroeg zijn doellijn verliet. Zijn tweede poging was wel succesvol. Twee jaar later, in de terugwedstrijd van de laatste voorronde, redde Jan Laštůvka de strafschop van Simons, maar vanwege een (te vroege) inloop van de verdedigers kreeg Club Brugge een herkansing, die uiteindelijk door Nastja Čeh werd benut. Deze wedstrijd eindigde in 2–2, maar de heenwedstrijd in Donetsk eindigde in een 4–1 nederlaag. Brugge was dus uitgeschakeld.

- Met het oog op zijn naderende afscheid van het profvoetbal werd Simons mede-eigenaar van het wielerteam Vastgoedservice-Golden Palace Cycling Team en investeerde hij in een woonpark voor senioren in Neurenberg.[66]

- Op 25 februari 2018 werd Simons de oudste veldspeler ooit in de Belgische hoogste afdeling. Bij zijn invalbeurt in de thuiswedstrijd van Club Brugge tegen Standard Luik was hij 41 jaar, 2 maanden en 14 dagen oud, waarmee hij het record van Charles Cambier (41 jaar en 7 dagen) verbrak.[67] Zijn carrière reikte over meerdere generaties, van babyboom-spelers als Jacky Mathijssen, Gert Cannaerts en Harm van Veldhoven tot Gen Z-spelers zoals Jens Teunckens, Ahmed Touba en Krépin Diatta, die zijn laatste seizoen als ploegmaat bij Club Brugge deelden.

- In de Britse soap Channel 4-serie Hollyoaks heet er een personage toevallig Timmy Simons. Het personage, gespeeld door acteur Sam Tutty (°1998), verscheen voor het eerst in de soap in 2021.[68]

- In 2023 werd Simons onthuld als “Groot Licht” in het VTM-programma The Masked Singer. Hij zong het drie afleveringen uit.[69]

## Erelijst
| Competitie              |             |                                    |             |             |
| Competitie              | Aantal      | Jaren                              |             |             |
| Club Brugge             | Club Brugge | Club Brugge                        | Club Brugge | Club Brugge |
| ----------------------- | ----------- | ---------------------------------- | ----------- | ----------- |
| Landskampioen België    | 4x          | 2002/03, 2004/05, 2015/16, 2017/18 |             |             |
| Beker van België        | 3x          | 2001/02, 2003/04, 2014/15          |             |             |
| Belgische Supercup      | 4x          | 2002, 2003, 2004, 2016             |             |             |
| PSV                     |             |                                    |             |             |
| Landskampioen Nederland | 3x          | 2005/06, 2006/07, 2007/08          |             |             |
| Johan Cruijff Schaal    | 1x          | 2008                               |             |             |

| Individueel                 |    |      |
| Man van het Seizoen         | 1x | 2001 |
| Gouden Schoen               | 1x | 2002 |
| Profvoetballer van het Jaar | 1x | 2003 |

### Media
- Simons als libero tegen Galatasaray SK | Simons als libero tegen AC Milan | Simons als libero tegen RSC Anderlecht
- Timmy Simons en Dany Verlinden, interview na AC Milan–Club Brugge